# Ayoub Azzi
Ayoub Azzi (tiếng Ả Rập: أيوب عزي; sinh ngày 14 tháng 9 năm 1989 ở Ouargla) là một cầu thủ bóng đá người Algérie thi đấu cho MC Alger ở Giải bóng đá hạng nhất quốc gia Algérie. Anh chủ yếu thi đấu ở vị trí trung vệ nhưng cũng được sử dụng ở vị trí hậu vệ phải.

## Sự nghiệp câu lạc bộ
Vào mùa hè năm 2014, Azzi gia nhập MC Alger, ký bản hợp đồng 2 năm với câu lạc bộ.

## Danh hiệu
MC Alger
- Siêu cúp bóng đá Algérie: 2014